# Russischer Fußballpokal 2010/11
Der Russische Fußballpokal 2010/11 war die 19. Austragung des russischen Pokalwettbewerbs der Männer. Pokalsieger wurde ZSKA Moskau. Das Team setzte sich im Finale am 22. Mai 2011 im Schinnik-Stadion von Jaroslawl gegen Alanija Wladikawkas durch. Titelverteidiger Zenit St. Petersburg war im Viertelfinale gegen den späteren Sieger ZSKA Moskau ausgeschieden.

## Modus
Bis zur dritten Runde nahmen 75 Mannschaften von der 2. Division 2010 und fünf Teams aus dem Amateurbereich teil. Dabei traten die insgesamt 80 Vereine in fünf Zonen (West, Zentrum, Süd, Ural-Powolschje und Ost) an. Ab der vierten Runde stiegen dann die 20 Zweitligisten, ab der fünften Runde die 16 Erstligisten ein.
Das erste Spiel wurde Mitte April ausgetragen, das Finale im darauffolgenden Jahr im Mai, sodass sich der Pokalwettbewerb über 13 Monate erstreckte. Alle Begegnungen wurden in einem Spiel ausgetragen. Bei unentschiedenem Ausgang wurde zur Ermittlung des Siegers eine Verlängerung gespielt. Stand danach kein Sieger fest, folgte ein Elfmeterschießen. Der Pokalsieger qualifizierte sich für die Europa League.

## Teilnehmende Teams
| Premjer-Liga (16) | Premjer-Liga (16) | 1. Division (20) | 1. Division (20) |
| --- | --- | --- | --- |
| - Dynamo Moskau - Lokomotive Moskau - Spartak Moskau - ZSKA Moskau - Alanija Wladikawkas - Amkar Perm - Anschi Machatschkala - Krylja Sowetow Samara | - FK Rostow - Rubin Kasan - Saturn Ramenskoje - FK Sibir Nowosibirsk - Spartak Naltschik - Terek Grosny - Tom Tomsk - Zenit St. Petersburg | - Awangard Kursk - Baltika Kaliningrad - FK Chimki - Dynamo Brjansk - FK Dynamo St. Petersburg - Irtysch Omsk - KAMAS Nabereschnyje Tschelny - FK Krasnodar - Kuban Krasnodar - Lutsch-Energija Wladiwostok | - Mordowija Saransk - FK Nischni Nowgorod - Rotor Wolgograd - FK Saljut-Energija Belgorod - Schemtschuschina Sotschi - SKA-Energija Chabarowsk - Schinnik Jaroslawl - Ural Jekaterinburg - Wolgar-Gasprom Astrachan - Wolga Nischni Nowgorod |
| 2. Division (75)0000000000 | | | |
| - Akademija Toljatti - Anguscht Nasran - FK Astrachan - Awangard Podolsk - Awtodor Wladikawkas - Baschinformwsjas-Dynamo Ufa - FK Bataisk-2007 - FK Beslan-FAJuR - Chimik Dserschinsk - Dagdisel Kaspijsk - Dnjepr Smolensk - Druschba Maikop - Dynamo Barnaul - Dynamo Kirow - Dynamo Kostroma - Dynamo Stawropol - Dynamo Wologda - Energija Wolschski - Fakel Woronesch | - Gasowik Orenburg - FK Gornjak Utschaly - FK Gubkin - FK Istra - FK Kaluga - Kawkastransgas-2005 Rysdwjany - FK Krasnodar-2000 - Kusbass Kemerewo - Lokomotive Liski - Lokomotive-2 Moskau - Maschuk-KMW Pjatigorsk - Metallurg Jenissei Krasnojarsk - Metallurg-Kusbass Nowokusnezk - Metallurg Lipezk - Metallurg-Oskol Stary Oskol - MITOS Nowotscherkassk - Mostowik-Primorje Ussurijsk - Nara-SBFR Naro-Fominsk - FK Neftechimik Nischnekamsk | - FK Nika Moskau - Nosta Nowotroizk - Okean Nachodka - FK Pskow-747 - Radian-Baikal Irkutsk - Rubin-2 Kasan - Rusitschi Orjol - Sachalin Juschno-Sachalinsk - Saturn-2 Schukowski - Scheksna Tscherepowez - Selenograd Moskau - Sewer Murmansk - Sibirjak Bratsk - FK SKA Rostow - Smena Komsomolsk am Amur - Snamja Truda Orechowo-Sujewo - PFK Sokol Saratow - SOJUS-Gasprom Ischewsk - Spartak Kostroma | - Spartak Tambow - Sportakademklub Moskau - Swesda Rjasan - FK Taganrog - Tekstilschtschik Iwanowo - FK Tjumen - Torpedo Armawir - Torpedo Moskau - FK Torpedo-SIL Moskau - Torpedo Wladimir - FK Tscheljabinsk - Tschernomorez Noworossijsk - FK Tschita - FK Witjas Podolsk - Wolga Twer - Wolga Uljanowsk - Wolotschanin-Ratmir Wyschni Wolotschok - Zenit Pensa |
| Amateure (5)0000000000 | | | |
| - Dynamo Bijsk - SWSM Jakutsk | - Kooperator Witschuga | - FK Oktan Perm | - FK Podolje |

Römische Ziffern in Klammern geben die Ligastufe an, an der die Vereine während der Saison 2010 teilnehmen.

## Vorrunde
Teilnehmer: 2 Vereine der 2. Division.
| Datum               |                           | Ergebnis |                       |
| ------------------- | ------------------------- | -------- | --------------------- |
| 00000000000Zone Süd |                           |          |                       |
| 14.04.2010          | Awtodor Wladikawkas (III) | 3:1      | FK Beslan-FAJuR (III) |

## 1. Runde
Teilnehmer: Der Sieger der Vorrunde, 56 weitere Vereine der 2. Division, sowie 5 Amateurvereine.
| Datum                           |                                     | Ergebnis              |                                              |
| ------------------------------- | ----------------------------------- | --------------------- | -------------------------------------------- |
| 00000000000Zone West            |                                     |                       |                                              |
| 25.04.2010                      | FK Torpedo-SIL Moskau (III)         | 3:1                   | Sportakademklub Moskau (III)                 |
| 25.04.2010                      | Selenograd Moskau (III)             | 1:0                   | Wolotschanin-Ratmir Wyschni Wolotschok (III) |
| 25.04.2010                      | Nara-SBFR Naro-Fominsk (III)        | 0:1                   | FK Podolje (IV)                              |
| 25.04.2010                      | Dynamo Wologda (III)                | 1:3                   | Scheksna Tscherepowez (III)                  |
| 25.04.2010                      | Spartak Kostroma (III)              | 1:1 n. V. (6:5 i. E.) | Dynamo Kostroma (III)                        |
| 25.04.2010                      | Tekstilschtschik Iwanowo (III)      | 1:1 n. V. (3:1 i. E.) | Kooperator Witschuga (IV)                    |
| 25.04.2010                      | FK Pskow-747 (III)                  | 3:0                   | Dnjepr Smolensk (III)                        |
| 00000000000Zone Süd             |                                     |                       |                                              |
| 26.04.2010                      | Maschuk-KMW Pjatigorsk (III)        | 3:1                   | Awtodor Wladikawkas (III)                    |
| 26.04.2010                      | FK Bataisk-2007 (III)               | 4:1                   | FK Taganrog (III)                            |
| 26.04.2010                      | Kawkastransgas-2005 Rysdwjany (III) | 1:2                   | Anguscht Nasran (III)                        |
| 26.04.2010                      | FK Astrachan (III)                  | 1:1 n. V. (4:3 i. E.) | Dagdisel Kaspijsk (III)                      |
| 26.04.2010                      | Energija Wolschski (III)            | 0:4                   | FK SKA Rostow (III)                          |
| 26.04.2010                      | Torpedo Armawir (III)               | 4:1                   | MITOS Nowotscherkassk (III)                  |
| 26.04.2010                      | Dynamo Stawropol (III)              | 2:0                   | FK Krasnodar-2000 (III)                      |
| 26.04.2010                      | Tschernomorez Noworossijsk (III)    | 2:0                   | Druschba Maikop (III)                        |
| 00000000000Zone Zentrum         |                                     |                       |                                              |
| 29.04.2010                      | Snamja Truda Orechowo-Sujewo (III)  | 0:1 n. V.             | Saturn-2 Schukowski (III)                    |
| 29.04.2010                      | FK Nika Moskau (III)                | 1:2                   | Torpedo Moskau (III)                         |
| 29.04.2010                      | Swesda Rjasan (III)                 | 2:1                   | FK Kaluga (III)                              |
| 29.04.2010                      | Fakel Woronesch (III)               | 0:1                   | Lokomotive Liski (III)                       |
| 00000000000Zone Ural-Powolschje |                                     |                       |                                              |
| 29.04.2010                      | FK Neftechimik Nischnekamsk (III)   | 1:1 n. V. (1:4 i. E.) | Rubin-2 Kasan (III)                          |
| 29.04.2010                      | FK Tscheljabinsk (III)              | 2:0 n. V.             | FK Tjumen (III)                              |
| 29.04.2010                      | Dynamo Kirow (III)                  | 2:1 n. V.             | Chimik Dserschinsk (III)                     |
| 29.04.2010                      | Akademija Toljatti (III)            | 0:1                   | PFK Sokol Saratow (III)                      |
| 29.04.2010                      | SOJUS-Gasprom Ischewsk (III)        | 2:1                   | FK Oktan Perm (IV)                           |
| 29.04.2010                      | Gasowik Orenburg (III)              | 2:1                   | Nosta Nowotroizk (III)                       |
| 29.04.2010                      | Baschinformwsjas-Dynamo Ufa (III)   | 0:0 n. V. (2:4 i. E.) | FK Gornjak Utschaly (III)                    |
| 00000000000Zone Ost             |                                     |                       |                                              |
| 03.05.2010                      | Mostowik-Primorje Ussurijsk (III)   | 2:0                   | SWSM Jakutsk (IV)                            |
| 03.05.2010                      | Metallurg-Kusbass Nowokusnezk (III) | 1:0                   | Kusbass Kemerewo (III)                       |
| 03.05.2010                      | Sibirjak Bratsk (III)               | 4:1                   | Metallurg Jenissei Krasnojarsk (III)         |
| 03.05.2010                      | Radian-Baikal Irkutsk (III)         | 2:0                   | FK Tschita (III)                             |
| 03.05.2010                      | Dynamo Barnaul (III)                | 1:0                   | Dynamo Bijsk (IV)                            |

## 2. Runde
Teilnehmer: Die 31 Sieger der ersten Runde und 17 weitere Vereine der 2. Division.
| Datum                           |                                   | Ergebnis              |                                     |
| ------------------------------- | --------------------------------- | --------------------- | ----------------------------------- |
| 00000000000Zone Ost             |                                   |                       |                                     |
| 03.05.2010                      | Sachalin Juschno-Sachalinsk (III) | 2:0                   | Smena Komsomolsk am Amur (III)      |
| 24.05.2010                      | Okean Nachodka (III)              | 3:2 n. V.             | Mostowik-Primorje Ussurijsk (III)   |
| 24.05.2010                      | Sibirjak Bratsk (III)             | 0:6                   | Radian-Baikal Irkutsk (III)         |
| 24.05.2010                      | Dynamo Barnaul (III)              | 2:0                   | Metallurg-Kusbass Nowokusnezk (III) |
| 00000000000Zone West            |                                   |                       |                                     |
| 07.05.2010                      | FK Podolje (IV)                   | 0:2                   | FK Istra (III)                      |
| 07.05.2010                      | Spartak Kostroma (III)            | 1:2 n. V.             | Scheksna Tscherepowez (III)         |
| 07.05.2010                      | Wolga Twer (III)                  | 1:0                   | Selenograd Moskau (III)             |
| 07.05.2010                      | Sewer Murmansk (III)              | 0:0 n. V. (4:5 i. E.) | FK Pskow-747 (III)                  |
| 07.05.2010                      | Lokomotive-2 Moskau (III)         | 3:2                   | FK Torpedo-SIL Moskau (III)         |
| 07.05.2010                      | Tekstilschtschik Iwanowo (III)    | 1:1 n. V. (3:4 i. E.) | Torpedo Wladimir (III)              |
| 00000000000Zone Süd             |                                   |                       |                                     |
| 10.05.2010                      | FK SKA Rostow (III)               | 0:1                   | FK Astrachan (III)                  |
| 10.05.2010                      | Dynamo Stawropol (III)            | 0:3                   | Tschernomorez Noworossijsk (III)    |
| 10.05.2010                      | FK Bataisk-2007 (III)             | 0:2                   | Torpedo Armawir (III)               |
| 10.05.2010                      | Anguscht Nasran (III)             | 1:0 n. V.             | Maschuk-KMW Pjatigorsk (III)        |
| 00000000000Zone Zentrum         |                                   |                       |                                     |
| 15.05.2010                      | Torpedo Moskau (III)              | 1:0                   | Awangard Podolsk (III)              |
| 15.05.2010                      | Spartak Tambow (III)              | 1:3                   | Zenit Pensa (III)                   |
| 15.05.2010                      | Saturn-2 Schukowski (III)         | 3:1 n. V.             | FK Witjas Podolsk (III)             |
| 15.05.2010                      | Metallurg-Oskol Stary Oskol (III) | 0:2                   | FK Gubkin (III)                     |
| 15.05.2010                      | Lokomotive Liski (III)            | 0:1                   | Metallurg Lipezk (III)              |
| 15.05.2010                      | Rusitschi Orjol (III)             | 0:1                   | Swesda Rjasan (III)                 |
| 00000000000Zone Ural-Powolschje |                                   |                       |                                     |
| 15.05.2010                      | Rubin-2 Kasan (III)               | 0:1                   | Dynamo Kirow (III)                  |
| 15.05.2010                      | PFK Sokol Saratow (III)           | 2:1                   | Wolga Uljanowsk (III)               |
| 15.05.2010                      | FK Gornjak Utschaly (III)         | 2:0                   | FK Tscheljabinsk (III)              |
| 15.05.2010                      | Gasowik Orenburg (III)            | 4:0                   | SOJUS-Gasprom Ischewsk (III)        |

## 3. Runde
Teilnehmer: Die 24 Sieger der zweiten Runde.
| Datum                           |                                  | Ergebnis |                                   |
| ------------------------------- | -------------------------------- | -------- | --------------------------------- |
| 00000000000Zone Zentrum         |                                  |          |                                   |
| 05.06.2010                      | Torpedo Moskau (III)             | 3:0      | Saturn-2 Schukowski (III)         |
| 05.06.2010                      | Zenit Pensa (III)                | 0:1      | Swesda Rjasan (III)               |
| 05.06.2010                      | Metallurg Lipezk (III)           | 2:0      | FK Gubkin (III)                   |
| 00000000000Zone Süd             |                                  |          |                                   |
| 05.06.2010                      | Tschernomorez Noworossijsk (III) | 3:1      | Anguscht Nasran (III)             |
| 05.06.2010                      | Torpedo Armawir (III)            | 3:0      | FK Astrachan (III)                |
| 00000000000Zone West            |                                  |          |                                   |
| 09.06.2010                      | FK Istra (III)                   | 2:1      | Lokomotive-2 Moskau (III)         |
| 09.06.2010                      | Torpedo Wladimir (III)           | 1:0      | Scheksna Tscherepowez (III)       |
| 09.06.2010                      | FK Pskow-747 (III)               | 1:0      | Wolga Twer (III)                  |
| 00000000000Zone Ural-Powolschje |                                  |          |                                   |
| 14.06.2010                      | PFK Sokol Saratow (III)          | 4:1      | Dynamo Kirow (III)                |
| 14.06.2010                      | FK Gornjak Utschaly (III)        | 2:1      | Gasowik Orenburg (III)            |
| 00000000000Zone Ost             |                                  |          |                                   |
| 15.06.2010                      | Okean Nachodka (III)             | 0:2      | Sachalin Juschno-Sachalinsk (III) |
| 15.06.2010                      | Radian-Baikal Irkutsk (III)      | 3:0      | Dynamo Barnaul (III)              |

## 4. Runde
Teilnehmer: Die 12 Sieger der dritten Runde und die 20 Vereine der 1. Division. Unterklassige Teams hatten Heimrecht.
| Datum      |                                   | Ergebnis              |                                   |
| ---------- | --------------------------------- | --------------------- | --------------------------------- |
| 01.07.2010 | Metallurg Lipezk (III)            | 1:0                   | Dynamo Brjansk (II)               |
| 01.07.2010 | FK Istra (III)                    | 0:0 n. V. (3:4 i. E.) | FK Dynamo St. Petersburg (II)     |
| 01.07.2010 | Torpedo Wladimir (III)            | 1:3                   | Schinnik Jaroslawl (II)           |
| 01.07.2010 | Torpedo Moskau (III)              | 1:1 n. V. (4:2 i. E.) | FK Chimki (II)                    |
| 01.07.2010 | Torpedo Armawir (III)             | 0:0 n. V. (4:5 i. E.) | Wolgar-Gasprom Astrachan (II)     |
| 01.07.2010 | Sachalin Juschno-Sachalinsk (III) | 1:1 n. V. (3:2 i. E.) | SKA-Energija Chabarowsk (II)      |
| 01.07.2010 | FK Pskow-747 (III)                | 1:1 n. V. (4:2 i. E.) | Baltika Kaliningrad (II)          |
| 01.07.2010 | Irtysch Omsk (II)                 | 0:2                   | KAMAS Nabereschnyje Tschelny (II) |
| 01.07.2010 | Swesda Rjasan (III)               | 0:2                   | Awangard Kursk (II)               |
| 01.07.2010 | PFK Sokol Saratow (III)           | 0:3                   | Mordowija Saransk (II)            |
| 01.07.2010 | Rotor Wolgograd (II)              | 0:1 n. V.             | FK Saljut Belgorod (II)           |
| 01.07.2010 | Radian-Baikal Irkutsk (III)       | 0:0 n. V. (2:3 i. E.) | Lutsch-Energija Wladiwostok (II)  |
| 01.07.2010 | FK Gornjak Utschaly (III)         | 3:2 n. V.             | Ural Jekaterinburg (II)           |
| 01.07.2010 | FK Nischni Nowgorod (II)          | 1:1 n. V. (0:3 i. E.) | Wolga Nischni Nowgorod (II)       |
| 01.07.2010 | Tschernomorez Noworossijsk (III)  | 2:1                   | Kuban Krasnodar (II)              |
| 01.07.2010 | Schemtschuschina Sotschi (II)     | 0:1                   | FK Krasnodar (II)                 |

## 5. Runde
Teilnehmer: Die 16 Sieger der vierten Runde, sowie die 16 Erstligisten, die auswärts antraten.
| Datum      |                                   | Ergebnis              |                           |
| ---------- | --------------------------------- | --------------------- | ------------------------- |
| 13.07.2010 | Mordowija Saransk (II)            | 1:2                   | Dynamo Moskau (I)         |
| 13.07.2010 | KAMAS Nabereschnyje Tschelny (II) | 0:0 n. V. (2:4 i. E.) | Alanija Wladikawkas (I)   |
| 13.07.2010 | Schinnik Jaroslawl (II)           | 2:1                   | Krylja Sowetow Samara (I) |
| 13.07.2010 | Awangard Kursk (II)               | 2:5 n. V.             | FK Sibir Nowosibirsk (I)  |
| 13.07.2010 | Wolgar-Gasprom Astrachan (II)     | 1:0                   | Rubin Kasan (I)           |
| 13.07.2010 | Wolga Nischni Nowgorod (II)       | 5:0                   | Spartak Naltschik (I)     |
| 13.07.2010 | FK Saljut Belgorod (II)           | 0:4                   | FK Rostow (I)             |
| 13.07.2010 | Metallurg Lipezk (III)            | 0:1                   | Spartak Moskau (I)        |
| 13.07.2010 | Lutsch-Energija Wladiwostok (II)  | 4:0                   | Terek Grosny (I)          |
| 13.07.2010 | FK Dynamo St. Petersburg (II)     | 1:3                   | Zenit St. Petersburg (I)  |
| 13.07.2010 | Torpedo Moskau (III)              | 0:2                   | ZSKA Moskau (I)           |
| 13.07.2010 | Sachalin Juschno-Sachalinsk (III) | 1:1 n. V. (3:4 i. E.) | Saturn Ramenskoje (I)     |
| 13.07.2010 | FK Pskow-747 (III)                | 1:2                   | Anschi Machatschkala (I)  |
| 13.07.2010 | FK Gornjak Utschaly (III)         | 1:0                   | Lokomotive Moskau (I)     |
| 13.07.2010 | Tschernomorez Noworossijsk (III)  | 0:1                   | Amkar Perm (I)            |
| 13.07.2010 | FK Krasnodar (II)                 | 2:1 n. V.             | Tom Tomsk (I)             |

## Achtelfinale
Teilnehmer: Die 16 Sieger der fünften Runde.
| Datum      |                          | Ergebnis              |                                  |
| ---------- | ------------------------ | --------------------- | -------------------------------- |
| 22.09.2010 | Alanija Wladikawkas (I)  | 0:0 n. V. (5:4 i. E.) | FK Gornjak Utschaly (III)        |
| 22.09.2010 | Saturn Ramenskoje (II)   | 2:1                   | Lutsch-Energija Wladiwostok (II) |
| 22.09.2010 | FK Rostow (I)            | 2:0                   | Wolgar-Gasprom Astrachan (II)    |
| 22.09.2010 | Dynamo Moskau (I)        | 4:1                   | Wolga Nischni Nowgorod (II)      |
| 28.02.2011 | ZSKA Moskau (I)          | 1:0                   | Schinnik Jaroslawl (II)          |
| 01.03.2011 | Anschi Machatschkala (I) | 2:3                   | Zenit St. Petersburg (I)         |
| 03.03.2011 | FK Sibir Nowosibirsk (I) | 0:2                   | Spartak Moskau (I)               |
| 06.03.2011 | Amkar Perm (I)           | 0:1 n. V.             | FK Krasnodar (II)                |

## Viertelfinale
| Datum      |                          | Ergebnis |                       |
| ---------- | ------------------------ | -------- | --------------------- |
| 20.04.2011 | Alanija Wladikawkas (I)  | kampflos | Saturn Ramenskoje (I) |
| 20.04.2011 | Spartak Moskau (I)       | 2:1      | FK Krasnodar (II)     |
| 20.04.2011 | Dynamo Moskau (I)        | 1:2      | FK Rostow (I)         |
| 20.04.2011 | Zenit St. Petersburg (I) | 0:2      | ZSKA Moskau (I)       |

## Halbfinale
| Datum      |                    | Ergebnis              |                         |
| ---------- | ------------------ | --------------------- | ----------------------- |
| 11.05.2011 | Spartak Moskau (I) | 3:3 n. V. (4:5 i. E.) | ZSKA Moskau (I)         |
| 11.05.2011 | FK Rostow (I)      | 0:0 n. V. (5:6 i. E.) | Alanija Wladikawkas (I) |

## Finale
| Paarung             | ZSKA Moskau – Alanija Wladikawkas |
| Ergebnis            | 2:1 (1:1) |
| Datum               | 22. Mai 2011 |
| Stadion             | Schinnik-Stadion, Jaroslawl |
| Zuschauer           | 12.900 |
| Schiedsrichter      | Wladislaw Besborodow |
| Tore                | 1:0 Seydou Doumbia (13.) 1:1 Danilo Neco (23.) 2:1 Seydou Doumbia (69.) |
| ZSKA Moskau         | Igor Akinfejew – Sergei Ignaschewitsch, Alexei Beresuzki, Kirill Nababkin, Wassili Beresuzki – Alan Dsagojew (65. Keisuke Honda), Pawel Mamajew (89. Tomáš Necid), Zoran Tošić (83. Deividas Šemberas), Jewgeni Aldonin – Seydou Doumbia, Vágner Love. Cheftrainer: Leonid Sluzki              |
| Alanija Wladikawkas | Dmitri Chomitsch – Ibrahim Gnanou, Simeon Bulgaru, Anton Grigorjew, Dmitri Gratschjow – Roland Gigolajew (71. Georgi Gogitschajew), Dschambulad Basajew (46. Azamas Burajew), Dacosta Goore (20. Taras Zarikajew), Aslan Dudijew – Marat Bikmayev, Danilo Neco. Cheftrainer: Wladimir Gassajew |
| Gelbe Karten        | Jewgeni Aldonin, Sergei Ignaschewitsch – Roland Gigolajew, Dschambulad Basajew, Dmitri Gratschjow, Simeon Bulgaru, Anton Grigorjew, Ibrahim Gnanou |

Alanijas Tor im Finale war deren einziger Treffer im Wettbewerb, nachdem sie dreimal durch Elfmeterschießen nach einem 0:0 n. V. weitergekommen waren.